# Ayos
Ayos – miasto w Kamerunie w Regionie Centralnym położone nad malowniczo rozciągającą się rzeką Nyong. Według spisu ludności z roku 2005 miasteczko liczyło 8 653 mieszkańców, którzy utrzymują się z rolnictwa (przede wszystkim z uprawy kawy, kakao, palm oleistych), rybołówstwa (występuje tu ryba kanga), handlu i sektora administracyjnego. 
Historia tego miejsca wiąże się z dekretem ministerialnym, podpisanym przez Léona Perriera w roku 1926, zakładającego w miejscowym szpitalu misję do walki ze śpiączką afrykańską, chorobą przenoszoną przez muchy tse-tse. Misja ta została powierzona francuskiemu lekarzowi wojskowemu dr. Eugène Jamotowi. Działał tu też ośrodek dla osób chorych umysłowo, przesiedlanych ze stolicy kraju Jaunde, osada dla chorych na trąd pod opieką zakonnic oraz szkoła dla dzieci, których jeden z rodziców był narodowości francuskiej. 
Obecnie w miasteczku działa misja katolicka, prowadzona przez zakon paulinów we współpracy ze siostrami Opatrzności Bożej. Istnieje wiele szkół podstawowych, średnich i zawodowych. Działa tu świetlica środowiskowa dla dzieci "Oratorium Ayos", ośrodek zdrowia i szpital.